# Johan Elmander
Johan Erik Calvin Elmander (született 1981. május 27-én) svéd korábbi profi futballista, aki csatár volt. Pályafutását a Holmalunds IF-nél kezdte az 1990-es évek végén, majd Hollandiában, Svédországban, Dániában, Franciaországban, Angliában és Törökországban játszott profi szinten, mielőtt 2017-ben visszavonult az Örgryte IS-nél. 2002 és 2015 között teljes jogú válogatott volt, 85 mérkőzésen 20 gólt szerzett a Svéd válogatott színeiben, és képviselte hazáját a 2006-os FIFA-világbajnokság, UEFA Euro 2008 és UEFA Euro 2012 tornákon.
2011-ben a Bolton Wanderers által a 2010-11 szezonban a Wolverhampton Wanderers ellen idegenben lőtt gólját a The Guardian szavazásán minden idők legjobb Premier League-góljának választották.

### Korai karrierje
Elmander Alingsåsban, Alingsås településen született. Pályafutását csatár-ként kezdte svéd kluboknál, de középső középpályásként váltott Holmalunds IF és Örgryte, majd 18 évesen a holland Feyenoord-hoz igazolt, ahol továbbra is középpályásként szerepelt. Bár sosem volt az első csapatban, a 2002-es UEFA-kupa-döntő csereként lépett pályára a 2002-es UEFA-kupa-döntőben. Borussia Dortmund elleni 3-2-es győzelemben. Elmander ezt követően |kölcsönben került vissza Svédországba a Djurgården-hez, ahol 2002-ben Dupla bajnoki címet és Svéd Kupa címet nyert, 2003-ban pedig az Allsvenskanban, azonban nem kapott érmet, mivel túl kevés mérkőzésen játszott. A svéd válogatottban 2002 februárjában debütált, egy barátságos mérkőzés alkalmával, Görögország ellen. 2003-ban kölcsönadták a Feyenoord holland bajnoki riválisának, a NAC Breda-nak.

### Brøndby IF

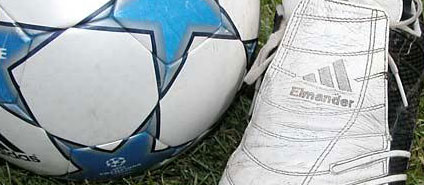
Elmander személyre szabott futballcipője a Bröndbyben

A 2004-05-ös szezon előtt megvásárolta őt a Dán Szuperliga csapata, a Brøndby. Annak ellenére, hogy nem szerzett annyi gólt a klubnak, mint amennyit vártak tőle, a 2004-05 Superliga szezonban a Brøndby csapatának játékmestere és kreatív szikrája volt, főleg az egyetlen csatár mögött szabadon futó csatárként játszott Michael Laudrup menedzser 4-3-3-as felállásában. A csapat kettős győzelmet aratott a Dán Szuperligában és a Dán Kupa-ban, Elmandert pedig a Bröndby Év Játékosának választották. A Bröndbyben töltött két szezonja alatt Elmander 58 dán Szuperliga-mérkőzésen 22 gólt szerzett, amivel több európai klub figyelmét is felkeltette. Behívták Svédország képviseletére a 2006-os világbajnokság, ahol két mérkőzésen játszott. Elmander 2006. július 7-én négyéves szerződést írt alá a francia Toulouse csapatával 4 500 000 euró körüli, nem nyilvános összegért.

### Toulouse
Elmander 11 gólt szerzett első szezonjában a Toulouse-nál, és játékostársai jelölték az év játékosának; a díjat végül az Lyon szélsője, Florent Malouda kapta. A szezon nagyon sikeres volt, Elmander a harmadik helyig és a UEFA Bajnokok Ligája selejtezőjében való részvételig segítette a Toulouse-t. A második szezonja, csapatához hasonlóan, sokkal rendszertelenebb volt, és bár ugyanannyi gólt szerzett, mint az előző idényben, kevésbé volt meghatározó.

### Bolton Wanderers
2008. június 27-én Elmander átigazolt a Premier League klubhoz, a Bolton Wanderers 8,2 millió fontért, ami a klub rekordszerződése, az üzlet keretében Daniel Braaten a Toulouse-ba költözik. Elmander hároméves szerződést írt alá, a 9-es számú mezt viselte Gary Megson menedzser. Elmander első Premier League-gólját, egy fejesgólt, versenyszerű debütálásakor, a Stoke City ellen szerezte 2008. augusztus 16-án, a 3-1-es győzelem alkalmával. Elmander 30 mérkőzésen játszott a 2008-09 szezon, öt gólt szerzett és két asszisztot adott. Elmander 2008 decemberétől 2009 szeptemberéig kilenc hónapos gólszünetet tartott, amely a League Cup mérkőzésen ért véget a West Ham United elleni hosszabbításban szerzett góljával. Első bajnoki gólját 11 hónap után az Aston Villa elleni 5-1-es vereség alkalmával szerezte. Elmander végül a 2010-11 szezon során találta meg a góllövő formáját, az első 13 mérkőzésen hat gólt szerzett, mindet a Reebok Stadion stadiontól távol. A szezon első hazai góljait a Newcastle United ellen szerezte, amivel közösen vezeti a Premier League góllövőlistáját. Azonban a góllövő formája visszaesett, és december és március 12. között mindössze három gólt szerzett a Birmingham City elleni FA Kupa mérkőzésen. a hatodik fordulóban. Ezzel a szezonban tizenegy gólt szerzett az összes versenyben. A Bolton menedzsere, Owen Coyle egy május 20-i interjúban azt mondta, hogy Elmander várhatóan a Galatasaray-hoz csatlakozik, és Elmander később a hónap folyamán megerősítette, hogy elhagyja a klubot. A Bolton menedzsere, Owen Coyle egy május 20-i interjúban azt mondta, hogy Elmander várhatóan a Galatasaray-hoz csatlakozik, és Elmander később a hónap folyamán megerősítette, hogy elhagyja a klubot. Elmander összesen 92 alkalommal lépett pályára a Premier League-ben, és 18 gólt szerzett; 11 alkalommal lépett pályára az FA Kupaban, és három gólt szerzett; és öt alkalommal lépett pályára a Ligakupaban, és egyszer volt eredményes.

### Galatasaray
Elmander 2011. május 27-én, születésnapján érkezett Törökországba, majd 2011. május 30-án hároméves szerződést kötött a Galatasarayjal szabad átigazolással, miután ugyanebben a hónapban lejárt a szerződése a Boltonnál. A Süper Lig szezon második hetében debütált, a 61. percben állt be, és szeptember 18-án a Samsunspor elleni 3-1-es hazai győzelem alkalmával megszerezte első gólját. Remek teljesítménye miatt a Galatasaray edzője, Fatih Terim 4-4-2-re változtatta a csapat felállását, így Elmander egyszerre játszhatott együtt a társcsatárral, Milan Baroš-sal. 2012. február 26-án a Beşiktaş ellen 3-2-re megnyert mérkőzésen ő szerezte a nyitó és a győztes gólt, és emellett minden derbin gólt szerzett, többek között a Fenerbahçe és a Trabzonspor ellen is. 36 bajnoki mérkőzésen 12 gólt szerzett abban a szezonban, amelyben a Galatasaray bajnoki címet szerzett. Elmander a 2012-13-as szezon kezdetén a Kasımpaşa elleni mérkőzésen játszott, majd a következő héten a Beşiktaş elleni 3-3-as döntetlen alkalmával megszerezte első gólját a szezonban. A bajnokság negyedik hetében a Galatasaray 4-0-s idegenbeli győzelmében a Antalyaspor ellen ő szerezte a nyitó gólt. 2012. október 19-én pedig a Gençlerbirliği elleni 3-3-as idegenbeli döntetlen alkalmával szerzett elképesztő gólt, amivel megőrizte vezető helyét a Süper Ligában. 2013 augusztusában távozott a Premier League-ben szereplő Norwich City csapatához egy szezonra kölcsönbe.

#### Kölcsönben a Norwich Citynél
Elmander visszatért Angliába, és egy szezonra kölcsönbe a Norwichhoz szerződött. A Norwichban a Hull City ellen debütált, majd 2013. augusztus 27-én a Bury ellen a League Cup-ban megszerezte első két gólját a klub színeiben.

### Visszatérése Bröndbybe
2014. június 24-én Elmander szabad átigazolással visszatért a dániai Bröndbybe, ahol kétéves szerződést írt alá, miután lejárt a szerződése a Galatasarayjal. A klubhoz való visszatérésekor a 11-es mezszámot kapta meg.

### Visszatérése Örgryte-ba és visszavonulása
Elmander az utolsó szezonját profi labdarúgóként az Örgryte-nél töltötte, 25 fellépésén 5 gólt szerzett az összes versenyen.

## Nemzetközi karrierje
Elmander a svéd labdarúgó-válogatottal a 2006-os FIFA-világbajnokság, UEFA Euro 2008 és UEFA Euro 2012 tornákon szerepelt. A válogatottól 2015 novemberében vonult vissza, miután 85 mérkőzésen szerepelt és 20 gólt lőtt.

## Magánélete
Elmandernek két testvére van, Peter és Patrik, akik szintén korábbi profi labdarúgók. Elmander 2007. december 27-én házasodott össze középiskolai szerelmével, Amanda Calvinnal, egy fényűző ceremónia keretében szülővárosában, a svédországi Hemsjö-ben. A párnak több mint 200 vendége volt, köztük korábbi csapattársai, Kim Källström és Jon Jönsson. Esküvőjükön a svéd-idol Christoffer Hiding lépett fel.